# Lnice rolní

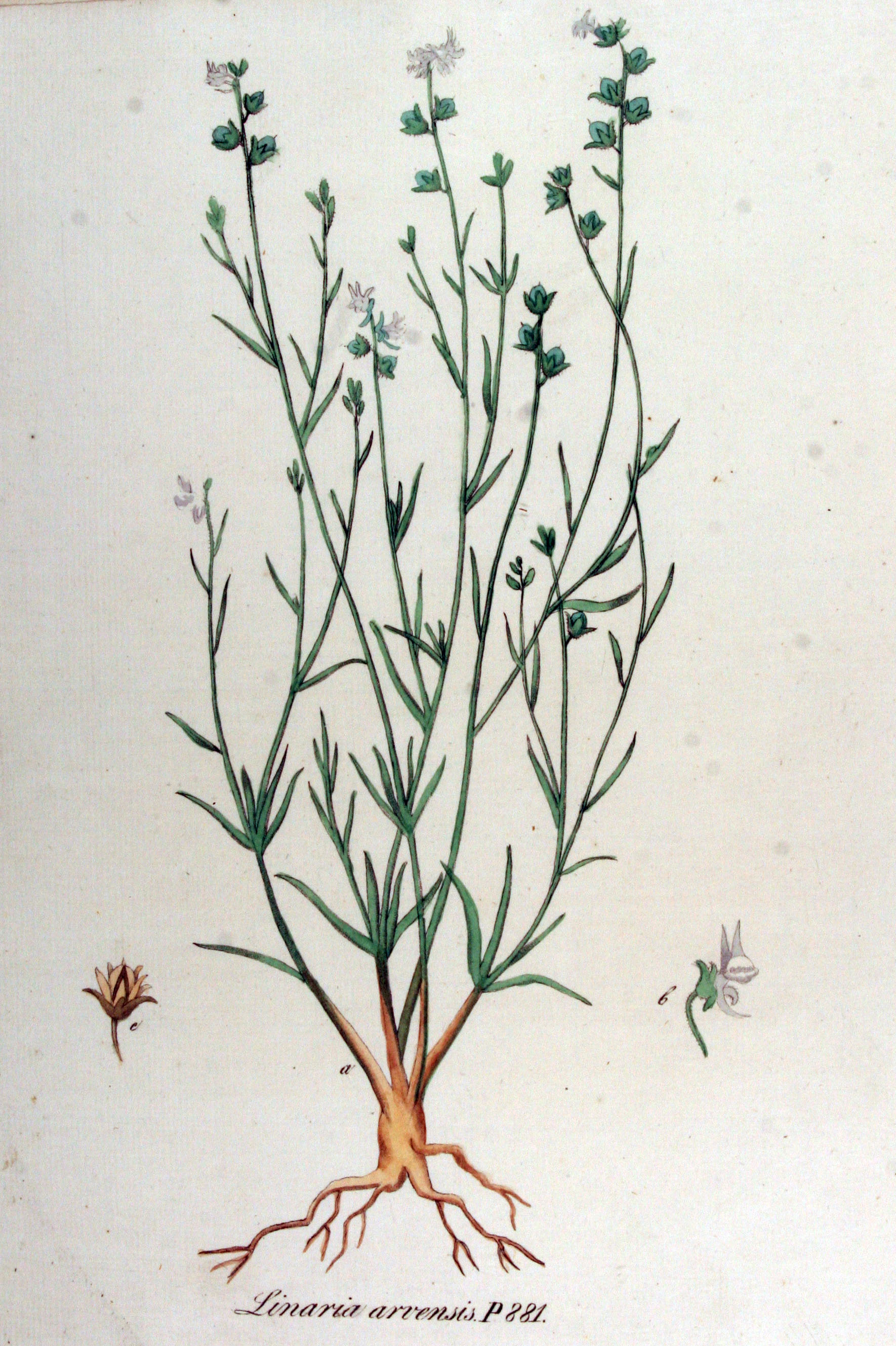
Lnice rolní

Lnice rolní (Linaria arvensis) je nízká, planě rostoucí rostlina, která byla v minulosti považována za nepříliš nebezpečný plevel a v současnosti z české přírody snad zcela vymizela. Tento druh rozsáhlého rodu lnice byl v ČR tradičně považován za archeofyt.

## Výskyt
Druh patří mezi západo- a jihostředomořské rostliny, jejichž těžiště výskytu zahrnuje západní, jižní a částečně i střední Evropu a severozápadní Afriku. Česká republika leží mimo tuto hlavní oblast a je na severovýchodní hranici rozšíření lnice rolní. V novověku byla rostlina zavlečena i do Austrálie.
V průběhu druhé poloviny 20. století došlo k výrazným změnám v agrotechnických postupech a současně i k rychlému ústupu lnice rolní z polních kultur. Následně pak v České republice i dalších evropských zemích, např. v Belgii, Lucembursku, Nizozemsku, Maďarsku, Rakousku i na Slovensku vyhynula nebo se stala nezvěstnou.
Podle historických pramenů se v české přírodě vyskytovala na více než 250 lokalitách v termofytiku a mezofytiku. Hlavně rostla v České kotlině v nadmořské výšce do 650 m, nejvíce v okolí Prahy, Plzně a ve středním Povltaví, jednotlivé arely byly v okolí Doks a v Podkrušnohoří. Na Moravě rostla na severozápadě Českomoravské vrchoviny a na východě u hranic s Polskem. Postupně mizela a poslední nálezy pocházely z 80. let 20. století, od té doby druh začal být odborníky považován za nezvěstný.
V roce 1997 bylo nalezeno jedno malé stanoviště poblíž obce Chanovice u Blatné v okrese Strakonice, kde lnice rolní do konce 20. století rostla. Následně se i tam vytratila a v současnosti je opět v české přírodě nezvěstná.

## Ekologie
Upřednostňuje slunná stanoviště s nezapojeným porostem na písčitých a štěrkovitých, jen mírně vlhkých půdách s malým obsahem vápníku a dostatečně zásobených živinami. Patří mezi druhy, které ne vždy rostou na daných místech trvale, při změně podmínek vymizí a objeví se po nějaké době na vyhovujícím místě o kus vedle. Kromě polí se rostliny nacházejí i na druhotných místech, lomech, pískovnách a na rozličných kamenitých navážkách, po okrajích cest i ve vlakových kolejištích.
Lnice rolní osídluje pestré spektrum stanovišť, hojně jí vyhovují často narušovaná místa. V minulosti se nejčastěji vyskytovala jako plevel na obdělávaných půdách v nezapojených porostech, hlavně v okopaninách nebo na úhorech. Obecně je její výskyt vázán na teplé oblasti v nižších nadmořských výškách.

## Popis
Jednoletá drobná bylina s jednou nebo více přímými neb vystoupavými, často větvenými, květonosnými lodyhami vysokými 10 až 30 cm. Současně s nimi vyrůstá z nedlouhého, tenkého, niťovitého, slabě větveného kořene i několik nižších lodyh sterilních. Lodyhy jsou porostlé ve spodní části listy ve troj až čtyřčetných přeslenech a v horní části listy střídavými. Listy jsou obdobně jako lodyhy šedozelené, slabě ojíněné, lysé a k lodyze přisedlé. Jsou čárkovité, nejvýše 2 cm dlouhé a 2 mm široké, celokrajné, mají jednu výraznou střední žilku a dvě či tři nevýrazné, někdy jsou po okrajích podvinuté.
Nenápadné květy na krátkých, žláznatě chlupatých stopkách vyrůstají v úžlabí úzkých, odstálých či nazpět ohnutých listenů delších než stopky. Jsou sestaveny do až patnáctikvětého hroznu, který má v době květu kulovitý tvar a je hustý, později se značně prodlužuje, rozvolňuje a stává se řídkým. Oboupohlavné květy mají pět na bázi srostlých, čárkovitých, na konci zahrocených kališních lístků, z nichž horní je delší. Světle modrofialová koruna je dvoupyská, horní pysk je dvoulaločný a spodní trojlaločný, oba jsou tmavě modře žilkované. Ústí koruny je uzavřeno bělavým příčným valem spodního pysku. Na bázi vybíhá koruna v tenkou, rovnou či ohnutou, asi 2 mm dlouhou ostruhu. K vnitřku korunní trubky jsou nitkami přirostlé čtyři dvoumocné tyčinky. Květy se velmi často opylují samosprašně vlastním pylem.
Z opyleného semeníku začne vznikat obvejčitá, asi 5 mm dlouhá tobolka o málo větší než kalich, která ve zralosti puká pěti chlopněmi od vrcholu dolů. Obsahuje plochá, tmavě hnědá, 1 až 1,5 mm velká semena s křídlatým lemem 0,3 až 0,5 mm širokým, na povrchu hladká nebo drobně hrbolatá. Ploidie druhu je 2n = 12.

## Rozmnožování
Rostliny se rozmnožují semeny roznášenými větrem. Semena klíčí až na jaře následného roku, v půdě si podržují klíčivost i po několik let. Semenáčky zpočátku rostou pomalu, teprve za dva až tři měsíce začínají vytvářet generativní orgány.

## Ohrožení
Přerod tohoto druhu od běžné polní plevelné rostliny ke kriticky ohrožené a dnes dokonce nezvěstné byl zaviněn přechodem od extenzivního k intenzivnímu obdělávání půdy, hlubokou orbou, používáním umělých hnojiv, dokonalým čištění osiva a chemickým ošetřování kultur. V posledním Červeném seznamu cévnatých rostlin České republiky z roku 2012 je lnice rolní řazena do kategorie (A2), mezi druhy nezvěstné, které nebyly spatřeny po dobu 10 až 30 let.

## Galerie

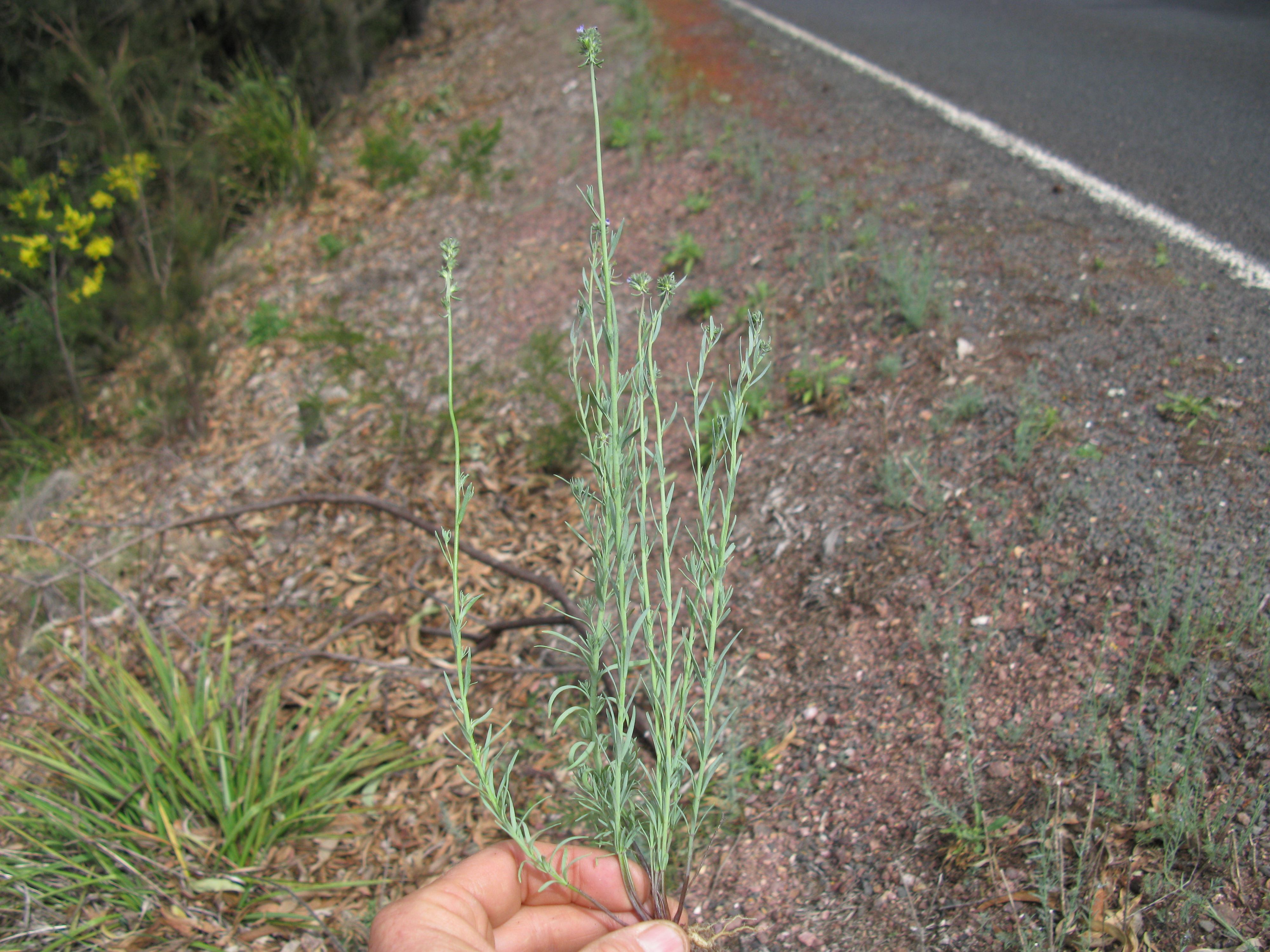
Mladá rostlina
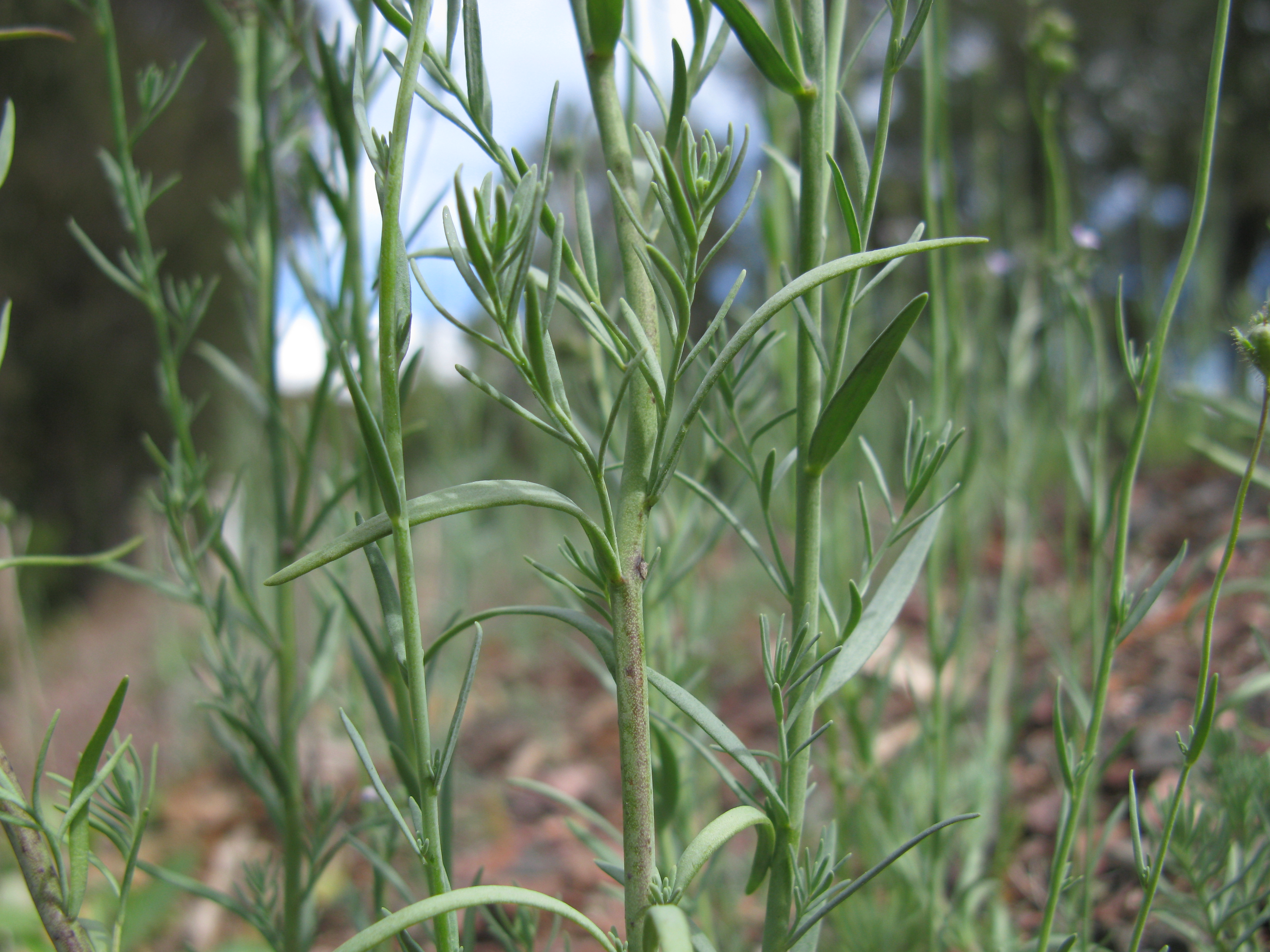
Lodyhy a listy
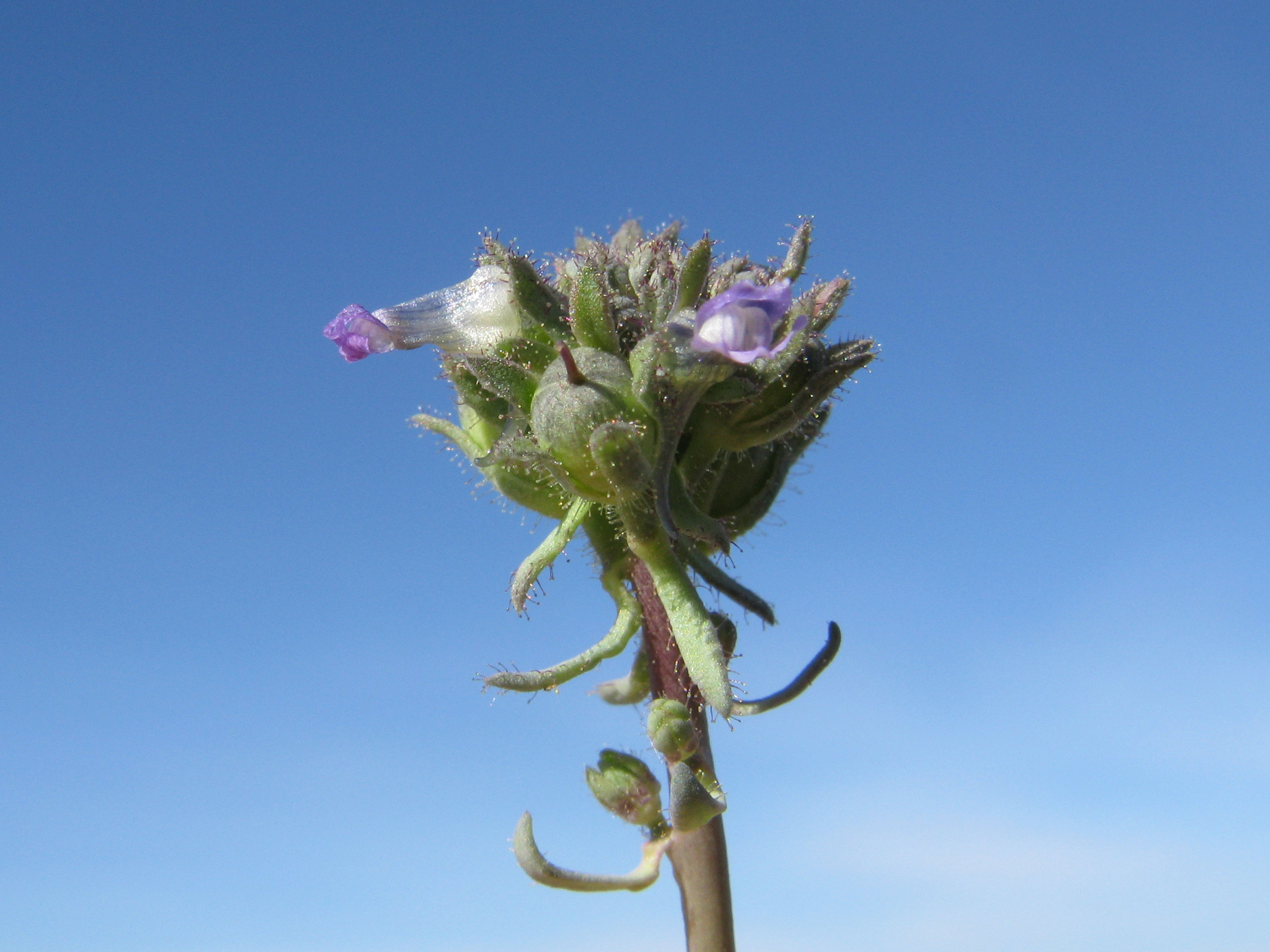
Květenství
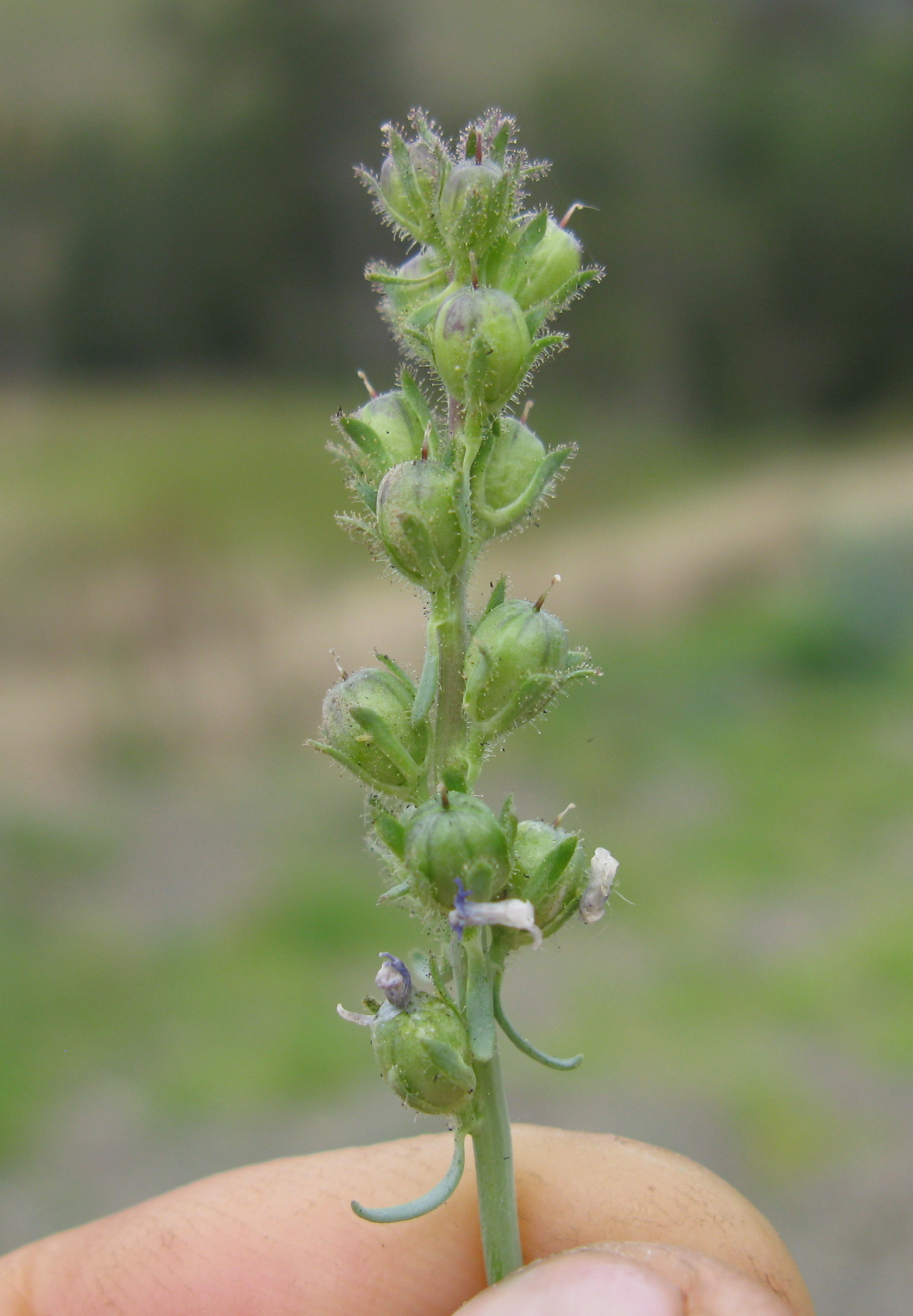
Zrající plody